# Vyškovský městský okres
Vyškovský městský okres (rusky Вышковское городское поселение) je místní samosprávní celek v severozápadní části Zlynkovského rajónu v Brjanské oblasti. Administrativním centrem je sídlo městského typu Vyškov.
Byl vytvořen v důsledku komunální reformy v roce 2005, sloučením Vyškovského possovětu (Вышковский поселковый Совет) a Dobrodějevského selsovětu (Добродеевский с/с).
Pod správu Vyškovského městského okresu administrativně spadá i enkláva Medvežje-Saňkovo, která leží v Dobrušského rajónu v Homelské oblasti v Bělorusku.

## Sídelní útvary
- sídlo městského typu Vyškov
- vesnice Guta
- vesnice Dobrodějevka
- sídlo Krasnyj Kameň
- sídlo Ljubin
- vesnice Muravinka
- vesnice Sennoje
- sídlo Čechov